# Axiomatische Homologie
Der Begriff der Homologietheorie stammt aus der algebraischen Topologie und charakterisiert axiomatisch die Weise, wie beispielsweise die Singuläre Homologie oder die Bordismustheorien topologischen Räumen abelsche Gruppen zuordnen (Homologiegruppen, siehe Homologietheorie). Unter dem Begriff Axiomatische Homologie fasst man die Untersuchung derjenigen Homologietheorien zusammen, die die Eilenberg-Steenrod-Axiome erfüllen.

## Eilenberg-Steenrod-Axiome

### Funktoren und natürliche Transformationen
Es seien {\displaystyle H_{n}} für alle {\displaystyle n\in \mathbb {Z} } Funktoren von der Kategorie der topologischen Raumpaare (d. h. Paaren von topologischen Räumen {\displaystyle (X,A)}, so dass {\displaystyle A\subset X}) in die Kategorie der abelschen Gruppen. Für eine Abbildung {\displaystyle f} sei dabei {\displaystyle H_{\,n\,}(f)} abkürzend mit {\displaystyle f_{*}} bezeichnet. Dabei ist eine Abbildung {\displaystyle f} von einem Raumpaar {\displaystyle (X,A)} in ein Raumpaar {\displaystyle (Y,B)} eine stetige Abbildung von {\displaystyle X} nach {\displaystyle Y}, so dass {\displaystyle f(A)\subset B}.
Weiterhin sei für jedes {\displaystyle n\in \mathbb {Z} } eine natürliche Transformation {\displaystyle \partial _{n}} von dem Funktor {\displaystyle H_{n}} zu dem Funktor {\displaystyle H_{n-1}\circ P} definiert, wobei {\displaystyle P} derjenige Funktor von der Kategorie der Raumpaare in sich selbst ist, der jedem Raumpaar {\displaystyle (X,A)} das Raumpaar {\displaystyle (A,\varnothing )} zuordnet. Jedem Raumpaar {\displaystyle (X,A)} ordnet {\displaystyle \partial _{n}} also einen Homomorphismus {\displaystyle H_{n}(X,A)\rightarrow H_{n-1}(A)} zu. Hier und im Folgenden bezeichnet {\displaystyle A} verkürzend das Raumpaar {\displaystyle (A,\varnothing )}. Ausgeschrieben bilden diese Bedingungen die ersten drei Eilenberg-Steenrod-Axiome:
1) Wenn {\displaystyle f\colon (X,A)\rightarrow (X,A)} gleich der Identität ist, so ist auch {\displaystyle f_{*}\colon H_{n}(X,A)\rightarrow H_{n}(X,A)} gleich der Identität
2) Für zwei Abbildungen {\displaystyle f\colon (X,A)\rightarrow (Y,B)} und {\displaystyle g\colon (Y,B)\rightarrow (Z,C)} gilt {\displaystyle (g\circ f)_{*}=g_{*}\circ f_{*}}
3) {\displaystyle \partial _{n}\circ f_{*}=(f|A)_{*}\circ \partial _{n}}

### Weitere Axiome
Die mehr inhaltlich-topologischen Axiome, die direkt am Modell der singulären und simplizialen Homologie gestaltet wurden, sind die folgenden drei:
4) Exaktheits-Axiom: Es existiert eine lange exakte Sequenz von Gruppen:
{\displaystyle \cdots \rightarrow H_{n}(A)\rightarrow H_{n}(X)\rightarrow H_{n}(X,A)\rightarrow H_{n-1}(A)\rightarrow H_{n-1}(X)\rightarrow H_{n-1}(X,A)\cdots ,}
Die Abbildungen {\displaystyle H_{n}(A)\rightarrow H_{n}(X)} und {\displaystyle H_{n}(X)\rightarrow H_{n}(X,A)} sind dabei jeweils von den entsprechenden Inklusionen induziert. Die Abbildung {\displaystyle H_{n}(X,A)\rightarrow H_{n-1}(A)} ist durch die natürliche Transformation {\displaystyle \partial _{n}} definiert.
5) Homotopie-Axiom: Es seien {\displaystyle f,g\colon (X,A)\rightarrow (Y,B)} zwei stetige Abbildung, die homotop sind. Dann sind die beiden induzierten Gruppenhomomorphismen {\displaystyle f_{*},g_{*}\colon H_{n}(X,A)\rightarrow H_{n}(Y,B)} identisch.
6) Ausschneidungsaxiom: Sei {\displaystyle (X,A)} ein Raumpaar und {\displaystyle B\subset A}, so dass der Abschluss von {\displaystyle B} enthalten ist im Inneren von {\displaystyle A}. Dann ist die von der Inklusion induzierte Abbildung {\displaystyle H_{n}(X-B,A-B)\rightarrow H_{n}(X,A)} ein Isomorphismus.
Eine Familie von Funktoren und natürlichen Transformationen, die die oben genannten Axiome erfüllen, nennt man Homologietheorie oder auch verallgemeinerte Homologietheorie. Dreht man alle Pfeile um in den Axiomen, betrachtet man also kontravariante Funktoren {\displaystyle H^{n}}, so erhält man die Axiome für eine Kohomologietheorie.

### Dimensionsaxiom
Klassisch nahm man zu den genannten Axiomen noch das sogenannte Dimensionsaxiom hinzu:
7) Es gilt 
{\displaystyle H_{m}(pt)={\begin{cases}G&m=0\\0&{\mbox{sonst}}\end{cases}}}
für eine abelsche Gruppe {\displaystyle G}.
Erst dann wurde eine Familie von Funktoren und natürlichen Transformationen eine Homologietheorie genannt. So geschah es auch im Buch Foundations of Algebraic Topology von Eilenberg und Steenrod von 1952, wo diese Axiome erstmals behandelt wurden. Zur damaligen Zeit waren nur Homologietheorien bekannt, die das Dimensionsaxiom erfüllten. Später wurden jedoch noch andere Beispiele entdeckt, wie unter Beispiele noch ausgeführt wird. Allgemein nennt man die Homologiegruppen eines Punktes die Koeffizienten einer Homologietheorie.

## Folgerungen

### Einfache Folgerungen
Direkte Folgerungen sind, dass {\displaystyle H_{n}(X,X)=0} für alle {\displaystyle X} und {\displaystyle n} nach Ausschneidungssatz und {\displaystyle H_{n}(X,A)\cong H_{n}(Y,B)} für {\displaystyle (X,A)} homotopieäquivalent zu {\displaystyle (Y,B)}. Daraus folgt auch {\displaystyle H_{n}(X,A)=0} wenn die Inklusionsabbildung {\displaystyle A\subset X} eine Homotopieäquivalenz ist.

### Mayer-Vietoris-Sequenz
Ein sehr praktisches Hilfsmittel ist die sogenannte Mayer-Vietoris-Sequenz, die man per Diagrammjagd aus Ausschneidungs- und Exaktheitsaxiom beweisen kann. Diese besagt, dass für einen Raum {\displaystyle X}, zwei abgeschlossene Teilmengen {\displaystyle A} und {\displaystyle B}, so dass die Vereinigung des Inneren von {\displaystyle A} mit dem Inneren von {\displaystyle B} gleich {\displaystyle X} ist, und einer Teilmenge {\displaystyle C\subset A\cap B} folgende Sequenz exakt ist:
{\displaystyle \cdots \rightarrow H_{n}(A\cap B,C)\rightarrow H_{n}(A,C)\oplus H_{n}(B,C)\rightarrow H_{n}(X,C)\rightarrow H_{n-1}(A\cap B,C)}
{\displaystyle \rightarrow H_{n-1}(A,C)\oplus H_{n-1}(B,C)\cdots \,}
Eine einfache Anwendung ist, dass {\displaystyle H_{n}(Y\coprod Y)\cong H_{n}(Y)\oplus H_{n}(Y)}, wozu man einfach in der Sequenz {\displaystyle X=Y\coprod Y} und die zwei Kopien von {\displaystyle Y} mit {\displaystyle A} bzw. {\displaystyle B} bezeichnet (der Schnitt ist leer, also auch {\displaystyle C}).
Bemerkung: Die Mayer-Vietoris-Sequenz gilt für Homologietheorien {\displaystyle H}, wenn die Inklusionen {\displaystyle (A,A\cap B)\rightarrow (X,B),(B,A\cap B)\rightarrow (X,A)} Isomorphismen auf den Homologiegruppen von {\displaystyle H} induzieren. Das ist insbesondere bei der obigen Voraussetzung wegen des Ausschneidungs-Axioms der Fall.

### Einhängungsisomorphismus

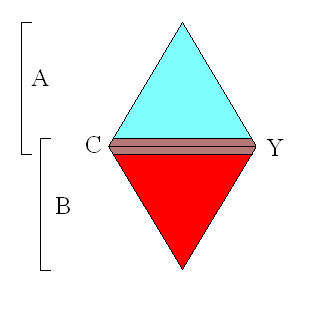
Wahl von A, B und C

Mit Hilfe der Mayer-Vietoris-Sequenz kann man auch beweisen, dass der Einhängungsisomorphismus {\displaystyle H_{n+1}(SY,pt)\cong H_{n}(Y,pt)} gilt, wobei {\displaystyle SY} die Einhängung von {\displaystyle Y} bezeichnet und {\displaystyle pt} einen Punkt in {\displaystyle Y}. Dazu setzt man in der Mayer-Vietoris-Sequenz {\displaystyle X=SY,A} und {\displaystyle B} wie in der Zeichnung und {\displaystyle C} gleich einem Punkt im Schnitt von {\displaystyle A} und {\displaystyle B}. Die Teilräume {\displaystyle A} und {\displaystyle B} sind beide homotopieäquivalent zu einem Punkt, ihr Schnitt {\displaystyle A\cap B} zu {\displaystyle Y}. Die exakte Sequenz wird so zu:
{\displaystyle \cdots \rightarrow H_{n}(Y,pt)\rightarrow 0\rightarrow H_{n}(SY,pt)\rightarrow H_{n-1}(Y,pt)\rightarrow 0\cdots \,}
Daran sieht man den geforderten Isomorphismus.

### Homologie der Sphären
Nimmt man nun an, dass zusätzlich das Dimensionsaxiom gilt, kann man damit die Homologie der Sphäre berechnen. Die {\displaystyle S^{0}} besteht nur aus zwei Punkten. Es gilt daher nach Ausschneidungssatz {\displaystyle H_{0}(S^{0},pt)=H_{0}(pt)=G} und {\displaystyle H_{n}(S^{0},pt)=0} für n>0. Nach dem Einhängungsisomorphismus gilt induktiv nun {\displaystyle H_{n}(S^{n},pt)=G} und {\displaystyle H_{i}(S^{n},pt)=0} für {\displaystyle i\neq n}, da die Einhängung der (n-1)-Sphäre die n-Sphäre ist. Wenn man jetzt die exakte Sequenz für das Paar {\displaystyle (S^{n},pt)} betrachtet, bekommt man, dass für {\displaystyle H_{i}(S^{n})=G} für {\displaystyle i=0} und {\displaystyle i=n} und {\displaystyle 0} sonst für {\displaystyle n>0}. Für {\displaystyle n=0} bekommt man direkt {\displaystyle H_{i}(S^{0})=H_{i}(pt)\oplus H_{i}(pt)}, was gleich {\displaystyle G\oplus G} ist für {\displaystyle i=0} und {\displaystyle 0} sonst. 
Man kann zeigen, dass man nun die Homologie von jedem endlichen CW-Komplex mit Hilfe der zellulären Homologie berechnen kann. Man bekommt also für endliche CW-Komplexe bei Homologietheorien, die das Dimensionsaxiom erfüllen, die gleichen Ergebnisse wie bei der singulären Homologie.

## Eilenberg-Steenrod-Eindeutigkeitssatz
Die historische Situation 1945, als Eilenberg und Steenrod die oben genannten Eilenberg-Steenrod-Axiome erstmals veröffentlichten, war die, dass es mehrere Vorschläge gab, wie man die Homologie eines Raumes definieren konnte, die alle ähnliche Eigenschaften hatten und die zumindest auf den meisten Räumen die gleichen Gruppen ausrechneten. Das prominenteste Beispiel ist sicherlich die singuläre Homologie. Weitere Beispiele sind die heute fast vergessene Vietoris-Homologie und auf der Kohomologieseite die Čech-Kohomologie. Eilenberg und Steenrod wollten diese Theorien auf eine gemeinsame Basis stellen und zeigen, dass sie auf einer großen Klasse von Räumen die gleichen Gruppen ausrechnen.
Um ihren Eindeutigkeitssatz genau zu formulieren, müssen wir zunächst eine natürliche Transformation {\displaystyle T} zwischen zwei Homologietheorien definieren. Diese ist eine natürliche Transformation zwischen zwei Funktoren {\displaystyle h} und {\displaystyle H}, die beide eine Homologietheorie bilden, die mit dem Verbindungshomomorphismus verträglich ist. Das heißt, dass für jedes Raumpaar {\displaystyle (X,A)} und jedes {\displaystyle n} gelten muss, dass das Diagramm
{\displaystyle {\begin{array}{ccc}H_{n}(X,A)&{\xrightarrow {\ T\ }}&h_{n}(X,A)\\\downarrow \scriptstyle \partial &&\downarrow \scriptstyle \partial \\H_{n-1}(A)&{\xrightarrow {\ T\ }}&h_{n-1}(A)\end{array}}}
kommutiert.
Der Eindeutigkeitssatz von Eilenberg und Steenrod besagt nun, dass jede natürliche Transformation zweier Homologietheorien, die ein Isomorphismus auf allen Sphären ist, auch ein Isomorphismus auf allen endlichen CW-Komplexen ist.
Diesen Satz kann man unter der zusätzlichen Annahme, dass die beiden Homologietheorien das sogenannte Milnor- oder Wedge-Axiom 
{\displaystyle H_{n}(\bigvee _{i\in I}X_{i},pt)=\bigoplus _{i\in I}H_{n}(X_{i},pt)}
erfüllen, noch verschärfen. Dann gilt nämlich, dass unter den gleichen Bedingungen die natürliche Transformation ein Isomorphismus auf allen CW-Komplexen ist. Fordert man zusätzlich noch, dass Abbildungen, die auf allen Homotopiegruppen {\displaystyle \pi _{n}(X)} Isomorphismen induzieren, auch auf allen Homologiegruppen {\displaystyle H_{n}(X,pt)} Isomorphismen induzieren, ist die natürliche Transformation sogar ein Isomorphismus auf allen topologischen Räumen.

## Reduzierte Homologietheorien
Es stellt sich heraus, dass es für viele Zwecke nützlich ist, den Basispunkt in eine Homologietheorie einzubeziehen, ohne generell relative Gruppen zu definieren. Dies ist besonders nützlich, wenn man Homologiegruppen mit Homotopiegruppen vergleicht. Diese reduzierten Homologietheorien lassen sich wie folgt axiomatisch beschreiben.
Es seien {\displaystyle {\tilde {H}}_{n}} für jedes {\displaystyle n\in \mathbb {Z} } Funktoren von der Kategorie der topologischen Räume in die Kategorie der abelschen Gruppen. Weiterhin gebe es natürliche Transformationen {\displaystyle \sigma _{n}\colon {\tilde {H}}_{n}\rightarrow {\tilde {H}}_{n+1}\circ \Sigma }, wobei {\displaystyle \Sigma } der Einhängungsfunktor auf der Kategorie der punktierten topologischen Räume ist. Es sollen folgende Axiome gelten:
1) Jede punktierte Abbildung {\displaystyle f\colon X\rightarrow Y} induziert eine lange exakte Sequenz
{\displaystyle \cdots \rightarrow {\tilde {H}}_{n}(X)\rightarrow {\tilde {H}}_{n}(Y)\rightarrow {\tilde {H}}_{n}(Cf)\rightarrow {\tilde {H}}_{n}(\Sigma X)\rightarrow {\tilde {H}}_{n}(\Sigma Y)\rightarrow {\tilde {H}}_{n}(\Sigma Cf)\cdots }
Hierbei bezeichnet {\displaystyle Cf} den Abbildungskegel von f. 
2) Sind zwei Abbildung {\displaystyle f,g\colon X\rightarrow Y} homotop, so gilt {\displaystyle {\tilde {H}}_{n}(f)={\tilde {H}}_{n}(g)}.
3) Die natürliche Transformation {\displaystyle \sigma _{n}\colon {\tilde {H}}_{n}(X)\rightarrow {\tilde {H}}_{n+1}(\Sigma X)} ist für alle n und X ein Isomorphismus.
Man kann zeigen, dass jede Homologietheorie {\displaystyle H_{n}} mittels {\displaystyle {\tilde {H}}_{n}(X)=H_{n}(X,pt)} eine reduzierte Homologietheorie definiert. Andersherum definiert eine reduzierte Homologietheorie {\displaystyle {\tilde {H}}_{n}} mittels {\displaystyle H_{n}(X,A)={\tilde {H}}_{n}(Ci)} eine Homologietheorie, wobei {\displaystyle i\colon A\rightarrow X} die Inklusion bezeichnet.
Da im Fall der singulären Homologie die reduzierte Homologie eines Punktes gleich null ist, bezeichnet man hier die Homologie der 0-Sphäre {\displaystyle {\tilde {H}}_{n}(S^{0})} als die Koeffizienten.

## Beispiele

### Singuläre Homologie
Das grundlegendste und wichtigste Beispiel für eine Homologietheorie ist die singuläre Homologie mit Koeffizienten in einer Gruppe G. Sie war die erste bekannte Homologietheorie, die auf allen topologischen Räumen definiert ist.
Wie im entsprechenden Artikel ausgeführt, erfüllt sie alle Eilenberg-Steenrod-Axiome, einschließlich des Dimensionsaxioms. Die singuläre Homologie erfüllt weiterhin auch das Milnor-Axiom und die Bedingung, dass Isomorphismen auf Homotopiegruppen Isomorphismen auf Homologiegruppen induzieren.

### Bordismustheorien
Die einfachste Bordismustheorie ist die des unorientierten Bordismus. Sie wurde Mitte der fünfziger Jahre von René Thom entwickelt. 
Zwei kompakte, unberandete Mannigfaltigkeiten M und N heißen bordant,  wenn es eine berandete Mannigfaltigkeit W gibt, so dass {\displaystyle \partial W\cong M\amalg N}. Man kann zeigen, dass diese Relation eine Äquivalenzrelation ist. Die Äquivalenzklassen heißen Bordismusklassen. Mittels der disjunkten Vereinigung und dem kartesischen Produkt kann man Addition und Multiplikation auf den Bordismusklassen definieren. Sie bilden somit einen Ring. Ein Beispiel für zwei bordante Mannigfaltigkeiten ist die n-Sphäre und die leere Menge, die mittels der (n+1)-dimensionalen Vollkugel bordant sind. Beispiele für Mannigfaltigkeiten, die nicht bordant zur leeren Menge sind, sind der Punkt und der 2-dimensionale reell projektive Raum {\displaystyle \mathbb {R} P^{2}}.
Eine «singuläre p-Mannigfaltigkeit M in einen topologischen Raum X» ist ein Paar (M, f), wobei f eine Abbildung von M nach X und M eine p-dimensionale Mannigfaltigkeit ist. Zwei solche singuläre Mannigfaltigkeiten (M,f) und (N,g) heißen bordant, falls sie bordant über eine Mannigfaltigkeit W sind und eine Abbildung F von W nach X existiert, die eingeschränkt auf M und N die Abbildungen f bzw. g ergibt. Die von den singulären p-Mannigfaltigkeiten erzeugte abelsche Gruppe, aus der die Bordismusrelation herausgeteilt ist, bezeichnet man mit {\displaystyle MO_{p}(X)}. Ähnlich kann man auch relative Gruppen {\displaystyle MO_{p}(X,A)} definieren. Diese bilden eine Homologietheorie. Die Koeffizienten, d. h. die Homologie von einem Punkt, sind hier genau der oben erwähnte Bordismusring. Der {\displaystyle \mathbb {R} P^{2}} zeigt, dass {\displaystyle MO_{2}(pt)} nicht null ist und der unorientierte Bordismus somit nicht das Dimensionsaxiom erfüllt.
Versieht man die Mannigfaltigkeiten mit Zusatzstrukturen, wie beispielsweise einer Orientierung oder einer fastkomplexen Struktur, bekommt man viele weitere Beispiele für Bordismustheorien.

### Stabile Homotopietheorie
Die Homotopiegruppen {\displaystyle \pi _{n}(X)} eines Raumes bilden keine reduzierte Homologietheorie. Sie erfüllen zwar offensichtlich das Homotopieaxiom, aber der Freudenthalsche Einhängungssatz garantiert nur in einem bestimmten Bereich den Einhängungsisomorphismus. Auch macht die lange exakte Sequenz Schwierigkeiten.
Mittels des Freudenthalschen Einhängungssatzes kann man jedoch die Homotopiegruppen verwenden, um eine reduzierte Homologietheorie zu bekommen. Nach dem Einhängungssatz bekommt man Homomorphismen {\displaystyle \pi _{n+k}(\Sigma ^{k}X)\rightarrow \pi _{n+k+1}(\Sigma ^{k+1}X)}, die für k>N für ein geeignetes N Isomorphismen sind. Hierbei bezeichnet {\displaystyle \Sigma ^{k}} die k-te Einhängung. Man definiert die stabilen Homotopiegruppen {\displaystyle \pi _{n}^{stab}=\pi _{n+N+1}(\Sigma ^{N+1}X)}. Der Einhängungsisomorphismus ist jetzt per Definition gültig und auch die Existenz einer langen exakten Sequenz kann man zeigen.
Die Koeffizienten der stabilen Homotopietheorie sind die stabilen Homotopiegruppen der Sphäre, da die k-te Einhängung der 0-Sphäre die k-Sphäre ergibt. Diese sind äußerst schwer zu berechnen und nur teilweise bekannt, obgleich große Anstrengungen in diese Richtung unternommen wurden.

## Spektren
Ein Spektrum {\displaystyle {\underline {E}}} ist eine Folge von punktierten Räumen {\displaystyle E_{n}} mit Abbildungen {\displaystyle e_{n}\colon \Sigma E_{n}\rightarrow E_{n+1}}. Alternativ kann man auch die adjungierten Abbildungen {\displaystyle e_{n}'\colon E_{n}\rightarrow \Omega E_{n+1}} angeben. Hierbei steht {\displaystyle \Omega E_{n+1}} für den Schleifenraum von {\displaystyle E_{n+1}}, d. h. die punktierten Abbildungen von der {\displaystyle S^{1}} nach {\displaystyle E_{n+1}} versehen mit der kompakt-offenen Topologie. Ist {\displaystyle e_{n}'} eine Homotopieäquivalenz für jedes n, so nennt man {\displaystyle {\underline {E}}} ein Omega-Spektrum.
Es besteht eine sehr enge Verbindung zwischen Spektren und Homologie- und Kohomologietheorien. Definiert man
{\displaystyle {\tilde {H}}_{n}^{E}(X)=\varinjlim [\pi _{n}(E_{0}\wedge X)\rightarrow \pi _{n+1}(\Sigma E_{0}\wedge X)\rightarrow \pi _{n+1}(E_{1}\wedge X)\rightarrow \cdots ],}
so kann man zeigen, dass dieses {\displaystyle {\tilde {H}}_{n}^{E}} eine reduzierte Homologietheorie bildet. Das {\displaystyle \varinjlim } steht hierbei für den direkten Limes und das {\displaystyle \wedge } für das Smash-Produkt. Andererseits kann man jede reduzierte Homologietheorie auf diese Weise durch ein Spektrum darstellen.
Für ein Omega-Spektrum {\displaystyle {\underline {E}}} ist {\displaystyle {\tilde {H}}_{E}^{n}(X)=[X,E_{n}]} eine reduzierte Kohomologietheorie. Nach dem Brownschen Darstellungssatz lässt sich jede reduzierte Kohomologietheorie auf diese Weise darstellen.
Das darstellende Spektrum {\displaystyle {\underline {H}}} für sowohl die singuläre Homologie als auch die singuläre Kohomologie mit Koeffizientengruppe G besteht aus den Eilenberg-MacLane-Räumen {\displaystyle K(G,n)}. Dies sind CW-Komplexe, die als n-te Homotopiegruppe G haben und deren sonstige Homotopiegruppen alle verschwinden. Da {\displaystyle \Omega K(G,n)} immer ein {\displaystyle K(G,n-1)} ist, kann man immer eine Homotopieäquivalenz {\displaystyle \Omega K(G,n)\rightarrow K(G,n-1)} finden, was {\displaystyle {\underline {H}}} zu einem Omega-Spektrum macht.